# Novembre 1931

## Événements
- Création de la compagnie La Barraca, une compagnie de théâtre universitaire espagnole dirigée par Federico García Lorca.

- 7 novembre : Mao Zedong proclame la République soviétique chinoise, dans le Jiangxi.

- 12 novembre : ouverture du Maple Leaf Gardens à Toronto.

- 19 novembre : les Japonais entrent à Qiqihar, dans la sphère d'influence russe.

- 20 novembre, Espagne : les Cortès déchoient le roi Alphonse XIII de la nationalité espagnole, confisquent ses biens et lui interdisent l’accès au territoire.

## Naissances
- 1er novembre : Mike Birch, navigateur canadien († 26 octobre 2022).
- 2 novembre : Phil Woods, saxophoniste et clarinettiste de jazz américain († 29 septembre 2015).
- 3 novembre : 
  - Michael Fu Tieshan, évêque chinois, chef de l'« Église officielle » de Chine († 20 avril 2007).
  - Monica Vitti, actrice italienne († 2 février 2022).
- 4 novembre : Bernard Francis Law, cardinal américain, archiprêtre de la basilique Sainte-Marie Majeure († 20 décembre 2017).
- 5 novembre : 
  - Charles Taylor, philosophe canadien.
  - Gilbert R. Hill, acteur américain et président du conseil municipal (en) de Détroit († 29 février 2016).
- 6 novembre : Peter Collins, pilote automobile britannique, qui disputa le championnat du monde de Formule 1 de 1952 à 1958. († 3 août 1958).
- 8 novembre : Georges Maciunas, artiste fondateur du mouvement fluxus († 9 mai 1978).
- 15 novembre: 
  - Pascal Lissouba, homme d'État congolais († 24 août 2020).
  - Mwai Kibaki, homme d'État Kéyan († 21 avril 2022).
- 17 novembre : Pierre Nora, historien et éditeur français († 2 juin 2025).
- 25 novembre: Nat Adderley, cornettiste de jazz américain († 2 janvier 2000).
- 26 novembre : Adrianus Johannes Simonis, cardinal néerlandais, archevêque émérite d'Utrecht († 2 septembre 2020).
- 28 novembre : Tomi Ungerer, dessinateur et écrivain pour la jeunesse français († 3 février 2019).
- 29 novembre : André Noyelle, coureur cycliste belge († 4 février 2003).

## Décès
- 3 novembre : Serge Choubine, peintre russe (° 6 mai 1899).
- 4 novembre : Luigi Galleani, 70 ans, théoricien anarchiste italien, éditeur du journal Cronaca Sovversiva. (° 12 août 1861).
- 12 novembre : Almah Jane Frisby, médecin américaine  (° 8 juillet 1857)
- 14 novembre : Auguste Oleffe, peintre belge (° 17 avril 1867).
- 17 novembre : Helmut Kolle, peintre allemand (° 24 février 1899).
- 29 novembre : Deng Yanda, officier militaire du Parti nationaliste chinois (° 1er mars 1895).